# Flamingo Las Vegas
El Flamingo Las Vegas  es un hotel y casino localizado en el famoso Las Vegas Strip en Paradise, Nevada y es propiedad y operado por Harrah's Entertainment.  La propiedad tiene un área de 7200 m² de casino y 3.626 habitaciones de hotel.  El hotel es algunas veces referido como  el hotel rosado debido a su estructura de color rosa-neón. El hotel localizado en un terreno de 61.000 m² tiene un temática art déco y estilo decorativo Streamline moderne de Miami y South Beach, con su interior adornado con palmeras y flamencos como parte de la vida silvestre y el hábitat.  Fue la casa de varios pingüinos, pero los trasladaron al Zoológico de Dallas.
El Flamingo tiene una estación del monorraíl de Las Vegas en la parte posterior de la propiedad. El Flamingo Go Pool es uno de los clubes de playa más populares del Strip de Las Vegas. Tuvo una renovación de 20 millones de dólares en mayo de 2025. 

## Historia

### Un comienzo de Hollywood
El terreno del Flamingo ocupa 40 acres originalmente propiedad de uno de los primeros colonos de Las Vegas, Charles "Pops" Squires. El Sr. Squires pagó $8.75 por acre. En 1944, Margaret Folsom compró la zona por $7,500 a Squires, y después ella la vendió a Billy Wilkerson. Billy Wilkerson fue uno de los propietarios del  Hollywood Reporter al igual que de otros populares nightclubs en el Sunset Strip: Cafe Trocadero, Ciro's y La Rue's.
En 1945, Wilkerson compró 33 acres en el lado oeste de la Ruta 91, casi a 1,6 km al sur del hotel Last Frontier para prepararse para lo que él construiría. Wilkerson después contrató a George Vernon Russell para diseñar un hotel que fuese más que un estilo europeo y algo más que  "empalmes de aserrín" en la Calle Fremont. Él planeó un hotel con habitaciones lujosas, un spá, un centro de salud, salón de espectáculos, campos de golf, clubes nocturnos y restaurantes exclusivos. Debido a la carestía de los materiales durante la II guerra mundial, Wilkerson empezó a tener problemas financieros, y necesitaba una nueva financiación de $ 400,000.

### The Pink Flamingo Hotel & Casino
Benjamín  Bugsy Siegel finalmente lo abrió como The Pink Flamingo Hotel & Casino, con un costo total de $ 6 millones el 26 de diciembre de 1946. Denominado en la época como el hotel más lujoso del mundo[cita requerida], las 105 habitaciones del Flamingo y el primer hotel lujoso del strip, fue construido a siete millas (11 km) del centro de Las Vegas, con un gran letrero anunciando que era un proyecto de William R. Wilkerson, con Del Webb como principal contratista y el arquitecto Richard Stadelman (el cual después hizo renovaciones para el hotel El Rancho Vegas).
Siegel nombró el resort con el apodo de su novia Virginia Hill, a quien le encantaba jugar en los casinos y apodada Flamingo, un sobrenombre que Siegel le puso debido a sus largas piernas.
En el 2005 Harrah's Entertainment compró Caesars Entertainment y la propiedad se convirtió en un bien de Harrah's Entertainment Company.
Toni Braxton reemplazó a Wayne Newton como titular del nuevo espectáculo del Flamingo el 3 de agosto de 2006.  El show Toni Braxton: Revealed continuó hasta marzo de 2007. En noviembre del 2006, el Flamingo anunció que el show de Braxton se extendería hasta agosto de 2007.

### Historia cinematográfica
La versión original de 1960 de la película Ocean's Eleven fue filmada aquí. También una secuencia flashback de la versión de 2001 Ocean's Eleven fue filmada en el Flamingo.
La película de 1964 Viva Las Vegas fue filmada aquí.
También fue visto en el juego Grand Theft Auto: San Andreas como The Pink Swan.
Brandon Flowers grabó su primer álbum inspirándose en este complejo. El álbum se llama Flamingo.

## Entretenimiento en vivo
Jimmy Durante y Rose Marie actuaron en la noche de apertura, y esta última se convirtió en una artista frecuente allí en los años siguientes. Otros artistas destacados de los primeros tiempos incluyeron a Tony Martin, Lena Horne, Louis Armstrong, y Della Reese. Wayne Newton se convirtió en el artista principal en el Flamingo en 1963, y tuvo una residencia allí en 2006. Comenzó otra residencia en 2022. El comediante George Wallace también actuó en el Flamingo durante la década de 2000.
En 1963, Bobby Darin grabó su álbum en vivo The Curtain Falls: Live at the Flamingo, que no se lanzó hasta 2000. Bill Cosby grabó su tercer álbum de comedia, titulado Why Is There Air?, en el resort en 1965. El cantante Tom Jones también grabó un álbum en vivo allí, titulado Tom Jones Live in Las Vegas y lanzado en 1969.